# Морено-Валли
Морено-Валли (англ. Moreno Valley) — город в округе Риверсайд в южной Калифорнии, США. Численность населения — 186 365 человек (2010). Город находится к югу от озера Перрис и города Перрис. Неподалёку находится воздушная база.

## История

### До XX столетия
Первоначально территория города была населена индейцами племени шошоны. Первопроходцами территории были испанцы, однако они здесь не остановились. Американцы начали заселять эти земли после 1850 года, когда Калифорния вошла в состав США. Фермеры начали заселять Риверсайд, однако им мешало отсутствие воды. Всё изменилось в 1883 году, когда был запущен водопровод, доставлявший воду с северных гор Сан-Бернардино. Однако в 1899 году город Редлендс выиграл судебную тяжбу за право обладать водой. Земли долины Морено опустели.

### XX столетие
Возрождение территории произошло в 1918 году, когда здесь была основана база ВВС США. Недалеко от города с 1957 по 1989 год существовала трасса для гонок Формулы-1, единственный этап которой был проведен здесь в 1960 году.
В 1970 году в городе жили 18 871 человек, а в 1984 — уже 49 702. В 1990 году население города достигло 118 000 человек и он стал вторым по величине городом Риверсайда. Город получил официальный статус в 1984 году.

## География
Общая площадь города Морено-Валли составляет 51,4 кв. миль (133,4 км²). Высота центра города — 497 м. Морено-Валли окружают горы.
Самым заметным географическим объектом в округе является гора Бокс-спринг, около верхушки которой со стороны города создана большая буква «М», которая является символом города. Она была сооружена в 2005 году в честь 21 годовщины получения статуса города.

## Население
В 2010 году в Морено-Валли проживало 193 365 человек. Плотность составляла 1450 чел/км². В городе проживает 80 969 (41,9 %) белых, 34 889 (18 %) афроамериканцев 11 867 (6,1 %) азиатов и 1721 коренных индейцев. 51 741 человек принадлежит к смешанным расам.

## Экономика
Главным работодателем в регионе является база ВВС США, где работают 9000 жителей города.